# Иваньково (Малышевское сельское поселение)
Иваньково — деревня в Селивановском районе Владимирской области России, входит в состав Малышевского сельского поселения.

## География
Деревня расположена в 15 км на восток от центра поселения села Малышево и в 19 км на юг от райцентра рабочего посёлка Красная Горбатка.

## История
Деревня впервые упоминается в окладных книгах 1676 года в составе Коробщиковского прихода, в ней числились 2 двора помещиков, 1 двор задворного слуги и 7 дворов крестьянских.
В конце XIX — начале XX века деревня входила в состав Драчевской волости Меленковского уезда, с 1926 года — в составе Муромского уезда. В 1859 году в деревне числилось 12 дворов, в 1905 году — 28 дворов, в 1926 году — 39 дворов.
С 1929 года деревня являлась центром Иваньковского сельсовета Селивановского района, с 1940 года — в составе Драчевского сельсовета, с 2005 года — в составе Малышевского сельского поселения.

## Население
| 1859 | 1905 | 1926 | 2002 | 2010 | 2021 |
| ---- | ---- | ---- | ---- | ---- | ---- |
| 139  | ↗164 | ↗184 | ↘13  | ↘9   | →9   |